# Friedrich Zunkel
Friedrich Zunkel (* 19. November 1925 in Nauen; † 7. Juni 2010 in Köln) war ein deutscher Wirtschafts- und Sozialhistoriker.
Zunkel studierte von 1947 bis 1953 Geschichte, Germanistik und Volkswirtschaftslehre an der Freien Universität Berlin und der Universität Freiburg. 1955 wurde er an der FU Berlin promoviert. Nach Tätigkeit im Schuldienst war er an der Sozialforschungsstelle der Universität Münster in Dortmund tätig. Zunkel habilitierte sich 1972 an der Universität Tübingen und war seit 1974 Wissenschaftlicher Rat und Professor für Wirtschafts- und Sozialgeschichte an der Universität zu Köln. 1991 wurde er emeritiert. Er führte danach seine Forschungstätigkeit fort, z. B. in der Atlaskommission des Geschichtlichen Atlas der Rheinlande bis zum Abschluss des Werkes 2008.
Schwerpunkte in seiner Forschung und Lehre waren die Geschichte der Industrialisierung, des Verbands- und Verkehrswesens, der Unternehmer, der Arbeiter und die Begriffsgeschichte.
Sein Vorgänger war Friedrich Seidel; sein Nachfolger wurde Günther Schulz.

## Schriften (Auswahl)
- Der rheinisch-westfälische Unternehmer 1834–1879. Ein Beitrag zur Geschichte des deutschen Bürgertums im 19. Jahrhundert. Westdeutscher Verlag, Köln 1962 (Dissertation, Freie Universität Berlin, 1955).
- Industrie und Staatssozialismus. Der Kampf um die Wirtschaftsordnung in Deutschland 1914–1918. Droste, Düsseldorf 1974 (Habilitationsschrift, Universität Tübingen, 1972).
- Von der Hyperinflation zur Stabilisierung. Die Finanzpolitik der rheinischen Großstädte Köln, Düsseldorf, Duisburg und Hamborn 1923 und 1924 im Vergleich. In: Günther Schulz (Hrsg.): Von der Landwirtschaft zur Industrie. Festschrift für F.-W. Henning zum 65. Geburtstag. Schöningh, Paderborn 1996, S. 219–252.